# Steiner (Familienname)
Steiner ist ein deutscher Familienname.

## Herkunft und Bedeutung
- Wohnstättenname, der sich aus den Wörtern  Stein ‚Felsen‘ und dem Zugehörigkeits-Suffix -er zusammensetzt (‚der an der Felswand wohnt‘, ‚der auf dem Fels oben wohnt‘). Eine Herleitung zu Wegmarken (Meilensteine) und anderen Wegweisern ist auch möglich (‚der bei dem Stein wohnt‘).
- Berufsübername zu mhd. steinen ‚mit Steinen versehen‘, insbesondere: mit Edelsteinen besetzen
- Steiner oder auch Steiniger hießen in vergangenen Jahrhunderten Personen, die Grenzsteine setzten und kontrollierten (siehe → Lapidarium Willrode).
- Aus dem alten deutschen Rufnamen Steinher (stein + heri)
- Kulturkreis: Oberdeutsche Familiennamen

## Verbreitung
Schweiz (und Liechtenstein):
Neunthäufigster Familienname der Schweiz
- Kanton Bern, Zürich[2]

Österreich:
Siebenthäufigster Familienname in Österreich

## Namensträger

### A
- Abby Steiner (* 1999), US-amerikanische Sprinterin
- Achim Steiner (* 1961), deutscher Politiker
- Adalbert Steiner (1907–1984), rumänischer Fußballspieler
- Adolf Steiner (Architekt, 1875) (1875–1944), deutscher Architekt
- Adolf Steiner (Musiker) (1897–1974), deutscher Cellist und Hochschullehrer
- Adolf Steiner (Architekt, 1925) (* 1925), Schweizer Architekt und Politiker
- Adolf Steiner (Politiker), österreichischer Politiker (SPÖ)
- Adolf Alois Steiner (1931–2015), Schweizer Historiker und Pädagoge
- Adolf M. Steiner (* 1937) ist ein deutscher Botaniker und Pflanzenphysiologe
- Adolf Wohlgemuth Steiner (1876–1957), deutscher Land- und Forstwirt, siehe Mut Steiner
- Agnes Steiner (1845–1925), deutsche Blumenmalerin und Lithografin
- Albe Steiner (1913–1974), italienischer Grafiker, Schriftsteller und Politiker
- Albert Steiner (Fotograf) (Albert Steiner-Hirsbrunner; 1877–1965), Schweizer Fotograf
- Albert Heinrich Steiner (1905–1996), Schweizer Architekt und Stadtplaner
- Alexander Steiner (1848–1924), deutsch-russischer Kaufmann
- Alexis Steiner, Pseudonym von Alois Franz Rottensteiner (1911–1982), österreichischer Kinderbuchautor und Verlagslektor
- Alfred Steiner (1930–2021), deutscher Pädagoge und Politiker (SPD), MdL Baden-Württemberg
- Aloisia Steiner (1870–1921), Benediktinerin und Äbtissin des Klosters zum Hl. Kreuz in Säben, Südtirol
- André Steiner (Historiker) (* 1959), deutscher Historiker und Hochschullehrer
- André Steiner (Ruderer) (* 1970), deutscher Ruderer
- Andreas Steiner (Politiker, 1585) (1585–1651), Schweizer Politiker, Schultheiss von Winterthur
- Andreas Steiner (Mediziner) (* 1937), Schweizer Arzt, Entwicklungshelfer und Schriftsteller
- Andreas Steiner (Politiker, 1954) (* 1954), deutscher Politiker
- Andreas Steiner (Leichtathlet) (* 1964), österreichischer Weitspringer
- Andreas Steiner (Grafiker), deutscher Grafiker und Spieleautor
- Andrew Steiner (auch André Steiner; 1908–2009), tschechoslowakisch-amerikanischer Architekt
- Anna Beöthy Steiner (1902–1985), ungarisch-französische Malerin
- Anton Steiner (* 1958), österreichischer Skirennläufer
- April Steiner Bennett (* 1980), US-amerikanische Leichtathletin
- Arthur Steiner (Künstler) (1885–1960), deutscher Bildhauer und Maler
- Arthur Steiner (Politiker) (1896–1958), Schweizer Nationalrat (SP)
- Arthur Steiner (Journalist) (1896–1983), österreichischer Journalist
- Arthur Steiner (Theologe) (* 1934), Schweizer Theologe und Autor
- Axel Steiner (* 1960), deutscher Entomologe und Lepidopterologe

### B
- Barbara Steiner (* 1964), österreichische Kunsthistorikerin, Direktorin der Stiftung Bauhaus Dessau
- Barbara Janom Steiner (* 1963), Schweizer Politikerin (BDP)
- Benjamin Steiner (* 1977), deutscher Historiker und Hochschullehrer
- Bernd Steiner (Bernhard Steiner; 1884–1933), österreichischer Grafiker, Maler und Bühnenbildner
- Bernhard Steiner (Geschäftsmann) (1787–1821), Schweizer Geschäftsmann, Auswanderer und Pionier
- Bernhard Steiner (Philologe) (1869–1907), deutscher Lehrer und Philologe
- Bernhard Steiner (Dirigent) (* 1963), österreichischer Dirigent
- Bertram Karl Steiner (* 1948), österreichischer Journalist und Autor
- Bianca Steiner (* 1990), österreichische Automobilrennfahrerin
- Birgit Jankovic-Steiner (* 1983), österreichische Schriftstellerin
- Birgit C. Schlick-Steiner (* 1975), österreichische Zoologin, Entomologin und Hochschullehrerin
- Burkhard Steiner (* 1958), deutscher Fußballspieler

### C
- Carl Steiner (1875–1948), Schweizer Maler, siehe Johannes Karl Steiner
- Carl Steiner (Pianist) (1892–1968), österreichischer Pianist, Komponist und Hochschullehrer
- Carl Steiner (Basketballfunktionär) (* 1954/1955), deutscher Basketballfunktionär
- Carl Emanuel Steiner (1771–1846), Schweizer Arzt und Politiker
- Carl Erich Steiner (1920–1971), österreichischer Fußballschiedsrichter
- Carl Friedrich Christian Steiner (1774–1840), deutscher Architekt
- Carlo Steiner (1863–1933), italienischer Literaturwissenschaftler
- Cecilia Steiner (* 1989), Schweizer Schauspielerin
- Christa Steiner (Christa Richter-Steiner; 1899–1962), österreichische Violinistin
- Christian Steiner (Eiskunstläufer) (1960–2025), deutscher Eiskunstläufer
- Christian Steiner (Geograph) (* 1973), deutscher Geograph und Hochschullehrer
- Christoph Steiner (Journalist) (* 1952), deutscher Journalist
- Christoph Steiner (Musiker) (* 1980), Schweizer Musiker
- Christoph Steiner (Tennisspieler) (* 1986), österreichischer Tennisspieler
- Christoph Steiner (Politiker) (* 1988), österreichischer Politiker (FPÖ), Mitglied des Bundesrates
- Christoph Mestmacher-Steiner (* 1964), deutscher Journalist

### D
- Daniel Steiner (Schauspieler) (* 1973), deutscher Schauspieler
- Daniel Steiner (Politiker), Schweizer Politiker (SVP)
- Daniel Steiner (Eishockeyspieler) (* 1980), Schweizer Eishockeyspieler
- Daniel Steiner (Fußballspieler) (* 1991), österreichischer Fußballspieler
- David Eduard Steiner (1811–1860), Schweizer Porträt- und Historienmaler, Radierer und Lithograf
- Deborah Steiner (* 1960), US-amerikanische Klassische Philologin
- Désirée Steiner (* 1998), Schweizer Skilangläuferin
- Dieter Steiner (* 1932), Schweizer Geograph
- Dietmar Steiner (1951–2020), österreichischer Architekt
- Dominik Steiner (* 1973), Schweizer Politiker
- Donald F. Steiner (1930–2014), US-amerikanischer Biochemiker
- Dorothea Steiner (* 1948), deutsche Politikerin (Bündnis 90/Die Grünen)
- Douce Steiner (* 1971), deutsche Köchin

### E
- Edgar Steiner (* 1933), deutscher Generalmajor
- Edmund Steiner (Künstler) (1858–nach 1905), deutscher Puppendesigner und Unternehmer
- Edmund Steiner (Pädagoge) (* 1956), Schweizer Pädagoge und Autor
- Eduard Steiner (1907–1993), deutscher Kunstmaler, Gebrauchsgraphiker, Bildhauer und Bühnenbildner
- Elio Steiner (1905–1965), italienischer Schauspieler
- Elisabeth Blunschy-Steiner (1922–2015), Schweizer Juristin und Politikerin, siehe Elisabeth Blunschy
- Elisabeth Steiner (Sängerin) (1935–2006), deutsche Opernsängerin (Mezzosopran)
- Elisabeth Steiner (Juristin, 1956) (* 1956), österreichische Juristin und ehemalige Richterin am Europäischen Gerichtshof für Menschenrechte
- Elisabeth Steiner (Juristin, 1970) (* 1970), deutsche Juristin und Richterin am deutschen Bundesverwaltungsgericht
- Elke Steiner (* 1971), deutsche Illustratorin und Comiczeichnerin
- Emanuel Steiner (1778–1831), Schweizer Maler und Radierer
- Emil Steiner (Bildhauer) (1848–1900), deutscher Bildhauer und Schriftsteller
- Emil Steiner (Verleger) (1853–1908), Schweizer Zeitungsverleger
- Emil Steiner (Sprachwissenschaftler) (1882/1888–1975), Schweizer Sprachwissenschaftler und Mundartforscher
- Emil Steiner (Maler) (1922–2018), Schweizer Maler, Zeichner, Landschaftsarchitekt und Journalist
- Endre Steiner (1901–1944), ungarischer Schachspieler
- Engelbert Steiner (1904–1943), deutscher Arbeiter und Opfer des Nationalsozialismus
- Eric Steiner (Architekt) (* 1945), österreichischer Architekt
- Eric Steiner (* 1965), deutscher Gynäkologe und Geburtshelfer
- Erich Steiner (Maler) (1917–1997), österreichischer Maler und Skirennläufer
- Erich Steiner (Chemiker) (* 1937), Chemiker und Hochschullehrer in Großbritannien
- Erich Steiner (Physiker), deutscher Physiker und Hochschullehrer
- Erich Steiner (Übersetzungswissenschaftler) (* 1954), deutscher Sprach- und Übersetzungswissenschaftler
- Erich Steiner (Zoologe) (* 1957), österreichischer Zoologe und Museumsleiter
- Ernst Steiner (Theologe) (1885–1942), deutscher Theologe
- Ernst Steiner (Politiker) (1920–2012), Schweizer Politiker (BGB/SVP)
- Ernst Steiner (Schriftsteller) (1924–2019), Schweizer Schriftsteller
- Ernst Steiner (Schauspieler) (1928–2004), deutscher Schauspieler
- Ernst Steiner (Biathlet), Schweizer Biathlet
- Ernst Steiner (Maler) (1935–2024), Schweizer Maler, Zeichner und Radierer
- Erwin Steiner (1893–1953), deutscher Maler
- Eugen Steiner (1891–nach 1953), deutscher Pianist und Musikschulleiter
- Evi Steiner-Böhm (* 1956), deutsche Malerin

### F
- Felix Steiner (1896–1966), deutscher General der Waffen-SS
- Ferdinand Steiner (Politiker, 1827) (1827–1894), österreichischer Landesgerichtsadjunkt und Politiker
- Ferdinand Steiner (Politiker, 1868) (1868–1931), Schweizer Politiker (FDP)
- Ferdinand Steiner (Turner), tschechischer Geräteturner
- Ferdinand Steiner (Klarinettist) (* 1970), österreichischer Klarinettist
- Ferenc Steiner (1888–1967), ungarischer Radrennfahrer
- Florian Steiner (* 1981), Schweizer Schauspieler
- Frank Steiner (Physiker) (* 1943), deutscher Physiker und Hochschullehrer
- Franz Steiner (Politiker, I), rumänischer Politiker, Bürgermeister von Timișoara
- Franz Steiner (Theaterleiter) (1855–1920), österreichischer Theaterdirektor
- Franz Steiner (Politiker, 1869) (1869–1960), österreichischer Politiker (GDVP)
- Franz Steiner (Sänger) (1873–1954), österreich-ungarischer Sänger
- Franz Steiner (Politiker, 1875) (1875–1947), österreichischer Politiker (CSP)
- Franz Steiner (Chefredakteur) (1884–1959), deutscher Journalist
- Franz Steiner (Bergsteiger) (1884–1965), österreichischer Bergsteiger und Unternehmer
- Franz Steiner (Politiker, 1885) (1885–1935), österreichischer Politiker
- Franz Steiner (Verleger) (1892–1967), deutscher Druckereibesitzer und Verlagsgründer
- Franz Steiner (Politiker, 1924) (1924–2010), Schweizer Politiker (CVP)
- Franz Steiner (Versicherungsmanager) (1934–2008), österreichischer Versicherungsmanager (u. a. bis 1998 Generaldirektor von Wüstenrot)
- Franz Baermann Steiner (1909–1952), böhmischer Ethnologe und Dichter
- Franziska Krumwiede-Steiner (* 1985), deutsche Politikerin (Grüne)
- Franziska Steiner-Kaufmann (* 1992), Schweizer Politikerin (CVP)
- Frauke Steiner (* 1967), deutsche Schauspielerin und Regisseurin
- Fred Steiner (1923–2011), US-amerikanischer Filmkomponist
- Frederik Steiner (* 1975), deutscher Regisseur
- Fridolin Steiner (Lukas Steiner; 1849–1906), Schweizer Ordensgeistlicher und Maler
- Friedrich Steiner (Journalist) (1903–nach 1934), deutscher Journalist und Schriftsteller (ab 1934 Exil Tschechoslowakei, Polen, Großbritannien)
- Friedrich Steiner (Architekt) (1905–1971), Schweizer Architekt
- Friedrich Steiner (Restaurator) (* 1933), österreichischer Restaurator
- Friedrich Steiner (Gewichtheber) (* 1939), österreichischer Gewichtheber
- Fritz Steiner (Schauspieler, 1896) (1896–1976), österreichisch-niederländischer Schauspieler, Tänzer und Sänger
- Fritz Steiner (Geigenbauer) (1908–??), deutscher Geigenbauer
- Fritz Steiner (Hockeyspieler), österreichischer Hockeyspieler
- Fritz Steiner (Schauspieler, 1913) (Friedrich Arthur Steiner; 1913–1977), deutscher Schauspieler, Regisseur und Intendant
- Fritz Steiner (Lyriker) (1929–2020), österreichischer Lyriker, Maler, Grafiker und Komponist
- Fritz Steiner (Unternehmer) (1938–2018), Schweizer Transportunternehmer

### G
- Gabor Steiner (Theaterdirektor) (Gábor Steiner; 1858–1944), österreich-ungarischer Theaterdirektor
- Gábor Steiner (Politiker) (1887–1942), tschechoslowakischer Politiker (KPTsch) ungarischer Nationalität und NS-Opfer
- Gabriel Steiner (1883–1965), US-amerikanischer Neurologe deutscher Herkunft
- Gail Steiner (1954–1999), US-amerikanische Opernsängerin
- Gary Steiner (* 1956), US-amerikanischer Philosoph
- Georg Steiner (Gärtner) (1774–1834), deutscher Hofgärtner
- Georg Steiner (Bergsteiger) (1888–1972), österreichischer Bergsteiger
- Georg Steiner (Politiker) (1886–1977), österreichischer Politiker
- Georg Steiner (Musiker) (1892–1945), österreichischer Violinist
- Georg Andreas Steiner (1654–1707), deutscher Theologe, Pfarrer und Dichter
- Georg Friedrich Steiner (vor 1704–um 1766), Zeichner und Weißgerber
- George Steiner (1929–2020), US-amerikanischer Literaturwissenschaftler, Schriftsteller, Philosoph und Kulturkritiker
- Gerd Steiner (Altorientalist) (* 1932), deutscher Altorientalist
- Gerd Steiner (Komponist) (* 1942), deutscher Komponist
- Gerd Steiner (Radsportler) (* 1946), deutscher Radsportler
- Gerda Steiner (Schauspielerin) (* 1953), deutsche Schauspielerin und Sängerin
- Gerda Steiner (* 1967), Schweizer Künstlerin, siehe Gerda Steiner & Jörg Lenzlinger
- Gerda Steiner-Paltzer (1933–2020), deutsche Schauspielerin
- Gerhard Steiner (Literaturhistoriker) (1905–1995), deutscher Literaturhistoriker
- Gerhard Steiner (Psychologe) (* 1937), Schweizer Psychologe
- Gerolf Steiner (1908–2009), deutscher Zoologe und Hochschullehrer
- Gitta Steiner (1932–1990), US-amerikanische Komponistin
- Giuseppe Steiner (Bobfahrer) (* 1893; † unbekannt), italienischer Bobfahrer
- Giuseppe Steiner (Skilangläufer) (1929–2007), italienischer Skilangläufer
- Gotthold Steiner (1886–1961), Schweizer Helminthologe
- Günter Steiner (* 1953), österreichischer Biochemiker, Rheumatologe und Hochschullehrer
- Günther Steiner (* 1965), italienischer Formel-1-Teamchef (Red Bull, Haas F1)
- Günther Steiner (Künstler) (* 1967), österreichischer Künstler
- Guenther Steiner (* 1973), österreichischer Zeithistoriker
- Gustav Steiner (Kaufmann) (1846–1903), deutsch-russischer Kaufmann
- Gustav Steiner (1878–1967), Schweizer Pädagoge und Historiker
- Gusti Steiner (1938–2004), deutscher Sozialarbeiter
- Guy Allison Steiner (* 1959), US-amerikanischer Rockmusiker und Komponist, siehe Guy Allison

### H
- Hannes Steiner (Archivar) (* 1949), Schweizer Archivar und Historiker
- Hannes Steiner (Verleger) (* 1972), österreichischer Verleger
- Hans Steiner (Maler) (vor 1550–1610), deutscher Maler
- Hans Steiner (Jurist) (1884–1964), Schweizer Richter und Politiker (KVP)
- Hans Steiner (Zoologe) (1889–1969), Schweizer Zoologe
- Hans Steiner (Architekt, I), deutscher Architekt
- Hans Steiner (Fotograf) (1907–1962), Schweizer Fotograf
- Hans Steiner (Phytopathologe) (1921–1987), deutscher Agrarwissenschaftler und Pflanzenpathologe
- Hans Steiner (Pädagoge) (1921–2008), österreichischer Pädagoge und Politiker (ÖVP), Steiermärkischer Landtagsabgeordneter
- Hans Steiner (Politiker, II), österreichischer Politiker (ÖVP), Kärntner Landtagsabgeordneter
- Hans Steiner (Architekt, 1930) (* 1930), Schweizer Architekt
- Hans Steiner (Mediziner) (1946–2022), österreichischer Psychiater und Hochschullehrer
- Hans Adolf Steiner (1872–1955), Schweizer Maler und Grafiker
- Hans Georg Steiner (1654–1734), Schweizer Baumwollfabrikant und Schultheiss
- Hans-Georg Steiner (1928–2004), deutscher Mathematikdidaktiker
- Hans Jakob Steiner (1576–1625), Schweizer Offizier
- Hansjakob Steiner (1949–1981), Schweizer Maler und Bildhauer
- Hans Jörg Steiner (* 1937), österreichischer Montanwissenschaftler und Hochschullehrer
- Hans Martin Steiner (1938–2014), österreichischer Zoologe
- Hans-Paul Steiner (* 1942), deutscher Koch
- Heidemarie Steiner (* 1944), deutsche Eiskunstläuferin und -trainerin
- Heinrich Steiner (Buchdrucker) (vor 1500–1548), deutscher Buchdrucker in Augsburg
- Heinrich Steiner (Zimmerer), deutscher Zimmermann und Kunsthandwerker
- Heinrich Steiner (Hopfenhändler) (1794–1885), deutscher Hopfenhändler
- Heinrich Steiner (Philologe) (1841–1889), Schweizer Philologe
- Heinrich Steiner (Dirigent) (1903–1982), deutscher Dirigent und Komponist
- Heinrich Steiner (1906–1983), Schweizer Grafiker, Illustrator, Plakatkünstler, Typograf und Fotograf, siehe Heiri Steiner
- Heinrich Steiner (Maler) (1911–2009), deutscher Maler
- Heinrich Sulzer-Steiner (1837–1906), Schweizer Ingenieur und Maschinenfabrikant
- Heinrich Elchanan Steiner (Pseudonym Heinrich York; 1859–1934), österreichischer Schriftsteller und Zionist
- Heinrich-Wilhelm Steiner (* 1956), deutscher General
- Heinz Steiner (Maler, 1905) (1905–1974), österreichischer Maler
- Heinz Steiner (Maler, 1932) (* 1932), Schweizer Maler (seit 1961 in Brasilien)
- Heinz-Alfred Steiner (* 1936), deutscher Offizier und Politiker (SPD)
- Helmut Steiner (1936–2009), deutscher Soziologe
- Henry J. Steiner (* 1930), US-amerikanischer Rechtswissenschaftler
- Henry Steiner (* 1934), österreichischer Grafikdesigner
- Herbert Steiner (Verleger) (1892–1966), österreichischer Herausgeber, Literaturhistoriker und Verleger
- Herbert Steiner (1923–2001), österreichischer Historiker
- Herman Steiner (1905–1955), ungarisch-amerikanischer Schachspieler
- Hermann Steiner (Ingenieur) (1898–1975), Schweizer Ingenieur
- Hermann Steiner (Erfinder) (1913–2005), Schweizer Erfinder und Geschäftsmann
- Herwig Steiner (* 1956), bildender Künstler, Kunsttheoretiker und Autor, Videokünstler, Historiker und Architekt
- Hillel Steiner (* 1942), kanadischer Philosoph
- Horst Steiner (1949–2019), deutscher Basketballfunktionär
- Hubert Steiner (* 1957), österreichischer Historiker
- Hugo Steiner (Esperantist) (1878–1969), österreichischer Esperantist
- Hugo Steiner von Eltenberg (Hugo von Steiner; 1862–1942), österreichischer Bratschist und Komponist
- Hugo Steiner-Prag (1880–1945), deutscher Illustrator

### I
- Inge Steiner (* 1970), deutsche Nachrichtensprecherin
- Irene Blumenstein-Steiner (1896–1984), Schweizer Steuerrechtsexpertin und erste Lehrstuhlinhaberin der Universität Bern
- Irma Tschudi-Steiner (1912–2003), Schweizer Pharmazeutin und Medizinerin

### J
- Jacob Steiner (Literaturwissenschaftler) (1926–2009), Schweizer Literaturwissenschaftler
- Jakob Steiner (Kunsttischler) (1510–1553), Schweizer Kunsttischler
- Jakob Steiner (Schultheiss) (1558–1635), Schultheiss von Winterthur
- Jakob Steiner (Jacob Steiner; 1796–1863), Schweizer Mathematiker
- Jakob Steiner (Politiker, 1813) (1813–1865), Schweizer Politiker (Freisinnige) im Kanton Bern
- Jakob Steiner (Politiker, 1884) (1884–1962), Schweizer Politiker im Kanton Aargau
- Jean-François Steiner (* 1938), französischer Schriftsteller
- Jenny Steiner (geb. Eugenie Pulitzer; 1863–1958), österreichische Unternehmerin und Kunstsammlerin
- Jens Steiner (* 1975), Schweizer Schriftsteller
- Jerry Steiner (1918–2012), US-amerikanischer Basketballspieler
- Jessica Steiner (* 1990), deutsche Politikerin (CDU)
- Jo Steiner (1877–um 1935), eigentlich Josef Steiner, österreichischer Grafiker
- Johann Steiner (Schultheiss, † 1671) († 1671), Schweizer Politiker, Schultheiss von Winterthur
- Johann Steiner (Schultheiss, † 1721) (1648–1721), Schweizer Politiker, Schultheiss von Winterthur
- Johann Steiner (Bergsteiger) (1848–1907), österreichischer Bergsteiger
- Johann Steiner (Politiker) (1892–1973), deutscher Politiker (KPD), MdL Republik Baden
- Johann Steiner (Redakteur) (* 1948), banatschwäbischer Schriftsteller und Redakteur
- Johann Georg Steiner (Maler, 1746) (1746–1830), deutscher Maler, Liederdichter und Liedersammler
- Johann Georg Steiner (Maler, 1788) (1788–1846), Schweizer Maler, Zeichner und Radierer
- Johann Heinrich Steiner (1747–1827), Schweizer Verleger und Politiker, Stadtpräsident von Winterthur
- Johann Ludwig Steiner (1711–1779), Schweizer Optiker, Uhrmacher und Mechaniker
- Johann Martin Steiner (1738–1805), deutscher Maler, Politiker und Chronist
- Johann Michael Steiner (1746–1808), deutscher Geistlicher und Pädagoge
- Johann Nepomuk Steiner (1725–1793), deutscher Maler
- Johann Wilhelm Christian Steiner (1785–1870), deutscher Topograf, Historiker und Jurist
- Johanna Steiner (* 1983), deutsche Hörspielautorin und -regisseurin
- Johannes Steiner (vor 1550–1610), deutscher Maler, siehe Hans Steiner (Maler)
- Johannes Steiner (Schauspieler) (1881–1957), Schweizer Schauspieler und Schauspiellehrer
- Johannes Steiner (Verleger) (1902–1995), deutscher Verlagskaufmann, siehe Verlag Schnell und Steiner
- Johannes Karl Steiner (auch Karl Steiner; 1875–1948), Schweizer Maler und Grafiker
- John Steiner (Schauspieler) (1941–2022), britischer Schauspieler
- John Michael Steiner (1925–2014), tschechisch-amerikanischer Soziologe
- Jolanda Steiner (* 1961), Schweizer Autorin und Märchenerzählerin
- Jörg Steiner (1930–2013), Schweizer Schriftsteller
- Jörg Christian Steiner (1965–2025), österreichischer Publizist und Generalsekretär der Österreichischen Albert Schweitzer-Gesellschaft (ÖASG)
- Josef Steiner (Politiker, I), österreichischer Politiker, Mitglied des Bukowiner Landtages
- Josef Steiner (Politiker, 1862) (1862–1912), tschechischer Politiker, Mitglied des Österreichischen Abgeordnetenhauses
- Josef Steiner (Offizier) (Josef von Steiner; 1895–1918), deutscher Offizier
- Josef Steiner (Maler) (1899–1977), deutscher Künstler
- Josef Steiner (Politiker, 1901) (1901–1973), österreichischer Politiker (SPÖ)
- Josef Steiner (Politiker, 1926) (1926–1990), österreichischer Politiker (ÖVP), Abgeordneter zum Nationalrat
- Josef Steiner (Politiker, 1928) (* 1928), österreichischer Politiker (ÖVP), Salzburger Landtagsabgeordneter
- Josef Steiner (Schachspieler) (1932–2003), Schweizer Fernschachspieler
- Josef Steiner (Theologe) (* 1945), österreichischer Theologe
- Josef Steiner (Leichtathlet) (* 1950), österreichischer Langstreckenläufer
- Josef Steiner-Wischenbart (Pseudonyme Sepp vom Zugt(h)al, Freitagseppl; 1876–1948), österreichischer Schriftsteller, Journalist und Heimatforscher
- Josef Kamenitzky Steiner (1910–1981), österreichischer Künstler
- Josef Maria Steiner (1889–1983), Schweizer Apotheker, siehe Dr. Josef Steiner Krebsforschungspreis
- Joseph Steiner (Architekt) (1882–1975), Schweizer Architekt
- Joseph Steiner von Steinstätten (1834–1905), österreichischer Offizier
- Joseph Anton Steiner (1728–1801), deutscher katholischer Theologe
- Joseph Georg von Steiner (1858–1937), deutscher Jurist und Beamter
- Julia Steiner (* 1982), Schweizer Malerin und Objektkünstlerin
- Julius Steiner (Schauspieler) (1816–1889), deutscher Schauspieler, Regisseur und Theaterdirektor
- Julius Steiner (Mediziner) (1844–1918), österreichischer Physiologe
- Julius Steiner (Bildhauer) (1863–1904), österreichischer Bildhauer
- Julius Steiner (Politiker) (1924–1997), deutscher Politiker (CDU)
- Julius Arnold Steiner (1878–1953), Schweizer Beamter und Bildhauer
- Jürg Steiner (Politikwissenschaftler) (1935–2020), Schweizer Politikwissenschaftler und Hochschullehrer
- Jürg Steiner (* 1950), Schweizer Architekt und Hochschullehrer
- Jürgen Steiner (* 1944), deutscher Wirtschafts-/Finanzwissenschaftler und Hochschullehrer
- Juri Steiner (* 1969), Schweizer Ausstellungsmacher

### K
- Karel Steiner (1895–1934), tschechoslowakischer Fußballspieler
- Karin Steiner (* vor 1972), deutsche Indologin und Hochschullehrerin
- Karl Steiner (Politiker, 1805) (1805–1867), deutscher Politiker, MdL Baden
- Karl von Steiner (General) (1825–1907), österreichischer Generalmajor
- Karl Steiner (Oberamtmann) (1861–1929), deutscher Verwaltungsbeamter
- Karl Steiner (Schriftsteller) (1864–1912), deutschsprachiger Lyriker
- Karl Steiner (Politiker, II), österreichischer Politiker (GDVP), Kärntner Landtagsabgeordneter
- Karl Steiner (Pflanzenzüchter) (1897–1980), deutscher Pflanzenzüchter
- Karl Steiner (Politiker, 1897) (1897–1985), Schweizer Politiker (BGB) und Filmemacher
- Karl Steiner (Finanzwissenschaftler) (1899–1983), deutscher Finanzwissenschaftler
- Karl Steiner (Künstler, 1902) (1902–1981), österreichischer Maler und Bildhauer
- Karl Steiner (1902–1992), österreichisch-jugoslawischer Revolutionär, siehe Karlo Štajner
- Karl Steiner (Künstler, 1908) (1908–1984), deutscher Bildhauer
- Karl Steiner (Unternehmer) (1911–1988), Schweizer Bauunternehmer, Gründer der Steiner AG
- Karl Steiner (Komponist) (1912–2001), österreichisch-kanadischer Komponist und Pianist
- Karl Eduard Steiner (1803–1870), Schweizer Politiker und Präsident der Schweizerischen Nordostbahn
- Karl Emanuel Steiner (1771–1846), Schweizer Arzt und Politiker
- Karl-Heinz Steiner (* 1931), deutscher Ingenieur und Fachautor
- Kaspar Steiner (1614–1653), Schweizer Bauernführer
- Katie Steiner (* 1984), deutsche Moderatorin, Schauspielerin und Model
- Katrin Ebner-Steiner (* 1978), deutsche Politikerin (AfD), MdL
- Kenneth Donald Steiner (* 1936), US-amerikanischer Geistlicher, Weihbischof von Portland
- Kilian von Steiner (1833–1903), deutscher Bankier
- Kim Steiner (* 1993), deutsch-vietnamesische Sängerin
- Klaus Steiner (* 1953), deutscher Politiker (CSU)
- Kostja Steiner (* 1980), österreichischer Fachbuchautor und Arzt
- Kurt Steiner (1912–2003), österreichisch-amerikanischer Politikwissenschaftler
- Kurt Steiner (1922–2016), französischer Science-Fiction-Autor, siehe André Ruellan

### L
- Lajos Steiner (1903–1975), ungarisch-australischer Schachspieler
- Lencke Steiner (* 1985), deutsche Unternehmerin; siehe Lencke Wischhusen
- Leonardo Ulrich Steiner (* 1950), brasilianischer Ordensgeistlicher, Erzbischof von Manaus und Kardinal
- Leonhard Steiner (1836–1920), Schweizer Kaufmann, Schriftsteller und Maler
- Leopold Steiner (1857–1927), österreichischer Politiker (CS)
- Lilly Steiner (1884–1961), österreichische Malerin und Grafikerin
- Lisa A. Steiner (* 1933), US-amerikanische Biochemikerin, Immunologin und Hochschullehrerin
- Lisl Steiner (1927–2023), österreichisch-amerikanische Fotografin
- Lothar Steiner (1924–1999), deutscher Lehrer, Ornithologe, Botaniker, Zeichner und Illustrator
- Luca Steiner (* 1999), Schweizer Unihockeyspieler
- Lucie Steiner (Komponistin) (1925–1999), Komponistin und Musikpädagogin
- Lucie Steiner (Archäologin) (* 1966), Schweizer Archäologin
- Ludwig Steiner (Politiker, 1792) (1792–1869), österreichischer Politiker, Bürgermeister von St. Pölten
- Ludwig Steiner (Journalist) (Lutz; Pseudonym Dr. Halfen; 1888–1942), tschechisch-österreichischer Journalist und Lehrer
- Ludwig Steiner (Politiker, 1922) (1922–2015), österreichischer Diplomat und Politiker
- Lukas Steiner (1849–1906), Ordensname des Schweizer Geistlichen und Malers Fridolin Steiner
- Lukas Steiner (* 1983), Schweizer Musikproduzent, siehe Loopsided

### M
- Manfred Steiner (Politiker) (1934–2011), deutscher Politiker (DBD)
- Manfred Steiner (Wirtschaftswissenschaftler) (* 1942), deutscher Wirtschaftswissenschaftler
- Manfred Steiner (Fußballspieler) (1950–2020), österreichischer Fußballspieler
- Manfred Steiner (Skispringer) (* 1962), österreichischer Skispringer
- Maria Steiner (Gerechte unter den Völkern) (1906–1997), österreichische Gerechte unter den Völkern
- Maria Steiner (Politikerin), österreichische Politikerin (ÖVP), Tiroler Landtagsabgeordnete
- Marie Steiner (1867–1948), österreichische Anthroposophin und Theosophin
- Marie Steiner (Fußballspielerin) (* 2005), deutsche Fußballspielerin
- Mario Steiner (* 1982), österreichischer Fußballspieler
- Mark Steiner (1942–2020), Professor für Philosophie an der Hebrew University of Jerusalem
- Markus Steiner (Rabbiner) (1865–1940/1945), slowakischer Rabbiner
- Markus Steiner (Musiker) (* 1972), österreichischer Singer-Songwriter
- Markus Steiner (Politiker) (* 1987), österreichischer Politiker (FPÖ/FPS)
- Markus Steiner (Eishockeyspieler) (* 1992), österreichischer Eishockeyspieler
- Marlies Steiner-Wieser (* 1963), österreichische Politikerin (FPÖ), siehe Marlies Doppler
- Martha Lux-Steiner (* 1950), Schweizer Physikerin
- Martin Steiner (* 1967), deutscher Bildhauer
- Matteo Steiner (* 2002), Schweizer Unihockeyspieler
- Matthias Steiner (* 1982), österreichisch-deutscher Gewichtheber
- Matthias Steiner (Unihockeyspieler) (* 2000), Schweizer Unihockeyspieler
- Matthias Jakob Adam Steiner (1740–1796), deutscher Theologe
- Max Steiner (Maximilian Raoul Steiner; 1888–1971), österreichischer Komponist
- Max Steiner (Ingenieur) (1935–2002), Schweizer Ingenieur und Hochschullehrer
- Maximilian Steiner (Theaterdirektor) (1830–1880), österreichischer Schauspieler und Theaterdirektor
- Maximilian Steiner (Mediziner) (1874–1942), österreichischer Mediziner
- Maximilian Steiner (Biologe) (1904–1988), deutscher Biologe und Hochschullehrer
- Maximilian Steiner (Skispringer) (* 1996), österreichischer Skispringer
- Melchior Steiner (1630–1690), Schweizer Kaufmann
- Michael Steiner (1746–1808), Schulrat siehe Johann Michael Steiner
- Michael Steiner (Artist) (1867–1939), deutscher Artist, Pseudonym: Kara
- Michael Steiner (Physiker) (1943–2022), deutscher Physiker
- Michael Steiner (Diplomat) (* 1949), deutscher Diplomat
- Michael Steiner (Ökonom) (* 1951), österreichischer Ökonom
- Michael Steiner (Künstler)  (* 1955), deutscher bildender Künstler
- Michael Steiner (Paläontologe) (* 1963/1964), deutscher Paläontologe
- Michael Steiner (Ingenieur) (* 1964), deutscher Manager
- Michael Steiner (Eistänzer) (* 1968), österreichischer Eistänzer
- Michael Steiner (Filmregisseur) (* 1969), Schweizer Regisseur
- Michael Steiner (Produzent), Filmproduzent
- Michael Steiner (Fußballspieler, 1974) (* 1974), österreichischer Fußballspieler
- Michael Steiner (Fußballspieler, 1993) (* 1993), österreichischer Fußballspieler
- Mike Steiner (1941–2012), deutscher Medienkünstler und Maler
- Mona Lisa Steiner (1915–2000), österreichische Botanikerin
- Mut Steiner (1876–1957), deutscher Landwirt
- Myrtha Steiner (* 1962), Schweizer Künstlerin

### N
- Nicholas Steiner (* 1991), Schweizer Eishockeyspieler
- Nicola Steiner (* 1973), deutsch-schweizerische Kulturjournalistin und Moderatorin
- Nicolas Steiner (* 1984), Schweizer Schauspieler, Drehbuchautor und Regisseur
- Noah Steiner (* 1999), österreichischer Fußballspieler
- Norbert Steiner (* 1954), deutscher Manager

### O
- Oskar Kehr-Steiner (1904–1990), deutscher Maler
- Otto Steiner (Fotograf) (1887–nach 1940), österreichischer Fotograf
- Otto Steiner (Zahnmediziner) (1891–1979), deutscher Zahnmediziner und Vertreter einer nationalsozialistisch geprägten, „biologischen“ Zahnmedizin
- Otto Steiner (Pfarrer) (1917–1995), deutscher Pfarrer
- Otto Steiner (Produzent) (* 1963), deutscher Fernsehproduzent
- Otto Wilhelm Steiner (1907–1979), österreichischer Alpinist und Begründer der Österreichischen Himalaya-Gesellschaft (ÖHG)

### P
- Paul Steiner (Maler), deutscher Maler
- Paul Steiner (Landrat) (1860–1902), deutscher Verwaltungsbeamter
- Paul Steiner (Archäologe) (1876–1944), deutscher Archäologe
- Paul Steiner (Entomologe) (1905–1989), deutscher Entomologe und Toxikologe
- Paul Steiner (Verleger) (1913–1996), österreichisch-US-amerikanischer Jurist, Herausgeber und Verleger
- Paul Steiner (Sänger) (* 1948), Schweizer Sänger (Tenor) und Chorleiter
- Paul Steiner (Fußballspieler) (* 1957), deutscher Fußballspieler
- Paul Steiner (Fußballtrainer) (* 1976), österreichischer Fußballtrainer
- Paul Nikolaus Steiner, eigentlicher Name von Paul Nikolaus (1894–1933), deutscher Dichter und Kabarettist
- Peter Steiner (Werbeschauspieler) (1917–2007), genannt Cool Man, Schweizer Schauspieler und Musiker
- Peter Steiner (Grafiker) (1926–2025), deutscher Typograf und Briefmarkenkünstler
- Peter Steiner (1927–2008), deutscher Schauspieler
- Peter Steiner (Autor) (* 1937), österreichischer Geologe und Schriftsteller
- Peter Steiner (Radsportler) (* 1944), deutscher Radrennfahrer
- Peter Steiner (Unternehmer) (* 1946), Schweizer Unternehmer
- Peter Steiner (Fotograf) (* 1958), österreichischer Fotograf
- Peter Steiner junior (1960–2016), deutscher Schauspieler
- Peter Steiner (Posaunist) (* 1992), italienischer Posaunist
- Peter B. Steiner (* 1942), deutscher Kunsthistoriker
- Peter C. Steiner (1928–2003), deutscher Cellist
- Peter E. Steiner (1907–1986), Schweizer Chirurg
- Peter Lorenz Steiner (1817–1862), Schweizer Politiker
- Peter R. Steiner (* 1955), österreichischer Krankenhausmanager
- Petronia Steiner (1908–1995), deutsche Dominikanerin, Pädagogin und Kirchenlieddichterin
- Philipp Steiner (* 1986), österreichischer Fußballspieler

### R
- Ralph Steiner (1899–1986), amerikanischer Dokumentarfilmmacher
- Regula Steiner-Tomić (* 1948), Schweizer Theater-, Film- und Fernsehschauspielerin
- Renate Steiner (1924–1991), deutsche Politikerin (SPD)
- Richard Steiner (* 1970), österreichischer Unternehmer, Buchautor und Herausgeber
- Rick Steiner (* 1961), US-amerikanischer Wrestler
- Robert Steiner (Maler, 1896) (1896–1954), Schweizer Maler
- Robert Steiner (Mediziner) (1918–2013), österreichisch-britischer Radiologe
- Robert Steiner (Architekt) (1931–2015), Schweizer Architekt
- Robert Steiner (Maler, 1941) (1941–2016), Schweizer Maler, Zeichner und Kunsthistoriker (seit 1980 in Italien)
- Robert Steiner (Moderator)  (* 1969), österreichischer Schauspieler, Fernsehmoderator, Sänger und Unternehmer
- Robert Steiner (Fußballspieler) (* 1973), schwedischer Fußballspieler
- Robert Steiner (Autor) (* 1976), deutscher Schriftsteller und Extremkletterer
- Robert Steiner von Pfungen (1850–1917), österreichischer Psychiater
- Roger Jacob Steiner (1924–2012), US-amerikanischer Linguist, Romanist und Lexikograf
- Roland Steiner (Regisseur) (* 1949), deutscher Regisseur und Drehbuchautor
- Roland Steiner (Indologe), deutscher Indologe und Hochschullehrer
- Roland Steiner (Schriftsteller) (* 1971), österreichischer Schriftsteller
- Roland Steiner (Golfspieler) (* 1984), österreichischer Golfer
- Rolf Steiner (Söldner) (* 1933), deutscher Söldner
- Rolf Steiner (Agrarwissenschaftler) (* 1956), deutscher Agrarwissenschaftler
- Roswitha Steiner (* 1963), österreichische Skirennläuferin, siehe Roswitha Stadlober
- Rubin Steiner (* 1974), französischer Musiker und DJ
- Rudolf Steiner (Architekt) (1742–1804), deutscher Architekt
- Rudolf Steiner (1861–1925), österreichischer Esoteriker und Anthroposoph
- Rudolf Steiner (Verleger) (1903–1974), deutscher Verleger
- Rudolf Steiner (Fußballspieler, 1907) (1907–??), rumänischer Fußballspieler
- Rudolf Steiner (Fußballspieler, 1937) (1937–2015), deutscher Fußballspieler
- Rudolf Steiner (Chemieingenieur) (* 1938), deutscher Chemieingenieur und Hochschullehrer
- Rudolf Steiner (Biophysiker) (* 1941), deutscher Biophysiker
- Rudolf Steiner (Regisseur) (* 1942), deutscher Filmregisseur
- Rudolf Steiner (Politiker) (* 1945), Schweizer Politiker (FDP.Die Liberalen)
- Rudolf Steiner (Künstler) (Künstlername rs; * 1964), Schweizer Video- und Installationskünstler
- Rudolf von Steiner-Haldenstätt (1858–1928), österreichischer General
- Rudolf Stöger-Steiner von Steinstätten (1861–1921), österreichischer Offizier und Politiker
- Ruth Steiner (Musikwissenschaftlerin) (1931–2019), US-amerikanische Musikwissenschaftlerin
- Ruth Steiner (* 1944), österreichische Juristin, Managerin und Publizistin

### S
- Scott Steiner (* 1962), US-amerikanischer Wrestler

- Sebastian Steiner (Bildhauer) (1836–1896), österreichischer Bildhauer und Schnitzer
- Sebastian Steiner (Reiter) (1987–2010), österreichischer Vielseitigkeitsreiter
- Siegfried Steiner (1940–2013), österreichischer Sparkassenangestellter und Entomologe
- Siegmund Steiner (1853–1909), österreichischer Sänger
- Sigfrit Steiner (1906–1988), Schweizer Schauspieler und Regisseur
- Sigmund Anton Steiner (1773–1838), österreichischer Musikverleger und Kunsthändler
- Sigmund Steiner (* 1978), österreichischer Regisseur
- Silvia Steiner (* 1958), Schweizer Staatsanwältin und Politikerin der CVP
- Simon Steiner (* 1996), Schweizer Unihockeyspieler
- Sophie Steiner (* 1981), deutsche Schauspielerin
- Stefan Steiner (Künstler) (* 1963), Schweizer Künstler
- Stefan Steiner (Designer) (* 1977), österreichischer Filmdesigner
- Stefan Steiner (Politiker) (* 1978), österreichischer Beamter und Politiker (ÖVP)
- Stefanie Steiner-Osimitz (* um 1975), Schweizer Archäologin
- Stephan Steiner (Historiker) (* 1963), österreichischer Historiker
- Stephan Steiner (Musiker) (* 1969), österreichischer Musiker
- Susan Steiner (* 1977), deutsche Wirtschaftswissenschaftlerin, Agrarökonomin und Hochschullehrerin
- Susanne Steiner-Rost (1908–1991), Schweizer Juristin und Frauenrechtlerin
- Sylvia Steiner (Schriftstellerin) (* 1937), Schweizer Schriftstellerin
- Sylvia Steiner (Richterin) (* 1953), brasilianische Juristin und Richterin
- Sylvia Steiner (Sportschützin) (* 1982), österreichische Sportschützin

### T
- Tabea Steiner (* 1981), Schweizer Autorin und Literaturvermittlerin
- Tamara Steiner (* 1997), österreichische Biathletin
- Thaddäus Steiner (1933–2017), deutscher Germanist und Flurnamenforscher
- Theo Steiner (* 1962), österreichischer Designtheoretiker und Hochschullehrer
- Theodor Steiner (1905–1970), deutscher Hörspielregisseur und Sänger (Bariton)
- Thomas Steiner (Musiker) (1901–1979), österreichischer Harfenist
- Thomas Steiner (Künstler) (* 1956), österreichischer Künstler
- Thomas Steiner (Autor) (* 1961), österreichischer Schriftsteller
- Thomas Steiner (Schiedsrichter) (* 1963), österreichischer Fußballschiedsrichter
- Thomas Steiner (Politiker) (* 1967), österreichischer Politiker
- Till Magnus Steiner (* 1984), deutscher Theologe, Exeget und Autor
- Tilman Steiner (* vor 1947), deutscher Jurist, Wissenschaftsjournalist und Kommunikationswissenschaftler
- Timo Steiner (* 1976), estnischer Komponist
- Tommy Steiner (* 1962), deutscher Schlagersänger und Schauspieler

### U
- Ubald Steiner (1882–1946), österreichischer Politiker und Geistlicher
- Udo Steiner (* 1939), deutscher Jurist und Richter
- Ullrich Steiner (* 1963), Schweizer Physiker und Hochschullehrer
- Ulrich Steiner (1908–1961), deutscher Gutsbesitzer und Politiker (CDU)
- Ulrike Steiner (* 1948), österreichische Kunsthistorikerin
- Uwe Steiner (Germanist) (* 1955), deutscher Germanist und Literaturwissenschaftler
- Uwe C. Steiner (* 1963), deutscher Germanist und Literaturwissenschaftler

### V
- Valentina Steiner (* 2006), deutsche Tennisspielerin
- Verena Steiner (* 1948), Schweizer Sachbuchautorin
- Viktor Steiner (Hygieniker) (1865–1920), österreichischer Hygieniker und Techniker
- Viktor Steiner (Mediziner) (1876–1944), deutscher Mediziner
- Viktor Steiner (Wirtschaftswissenschaftler) (* 1957), österreichischer Wirtschaftswissenschaftler und Hochschullehrer
- Volker Steiner (* 1940), deutscher Manager

### W
- Walter Steiner (Admiral) (1891–1975), deutscher Admiral
- Walter Steiner (Geologe) (1935–2012), deutscher Geologe
- Walter Steiner (Ruderer) (* 1946), Schweizer Ruderer
- Walter Steiner (Segler) (* 1946), Schweizer Segler
- Walter Steiner (Skispringer) (* 1951), Schweizer Skispringer
- Werner Steiner der Ältere (1452–1517), Schweizer Ammann
- Werner Steiner der Jüngere (1492–1542), Schweizer Reformator
- Wilfried Steiner (* 1960), österreichischer Schriftsteller
- Wilhelm Steiner (1785–1870), deutscher Topograph, Historiker und Jurist, siehe Johann Wilhelm Christian Steiner
- Wilhelm Steiner (Fabrikant) (1854/1859–1922), österreichischer Fabrikant
- Wilhelm Steiner (Grafiker) (1916–??), österreichischer Grafiker und Illustrator
- Wilhelm J. Steiner (1918–1985), österreichischer Autor und Mundartdichter
- Wilhelm Viktor Steiner (1896–1964), österreichischer Journalist, Schriftsteller und Verbandsfunktionär
- Willy Steiner (1910–1975), deutscher Geiger und Orchesterleiter
- Wolfgang Steiner (Unternehmer) (* 1938), deutscher Unternehmer und Sammler (Hinterglasmalerei)
- Wolfgang Steiner (Mediziner) (1942–2024), deutscher Hals-Nasen-Ohren-Arzt und Hochschullehrer
- Wolfgang Steiner (Politikwissenschaftler) (vor 1945–2006), deutscher Politikwissenschaftler und Hochschullehrer

### Z
- Zara Steiner (1928–2020), britische Historikerin